# 碑文研究

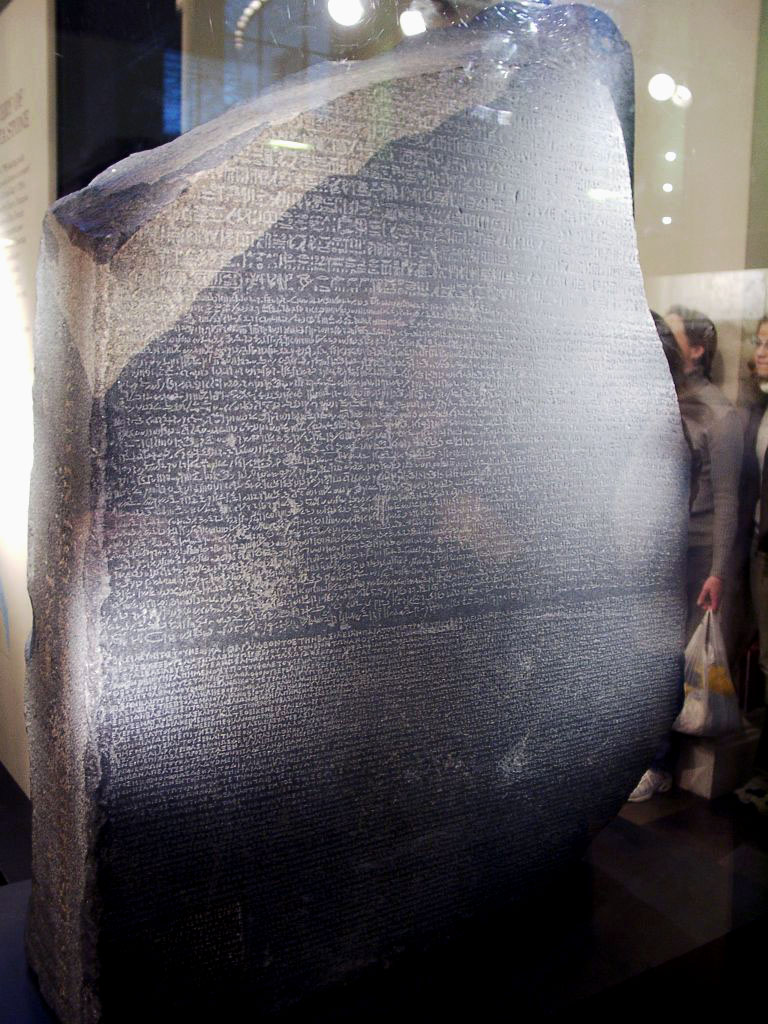
大英博物館にあるロゼッタ・ストーン

碑文研究（ひぶんけんきゅう）または碑文学（ひぶんがく、エピグラフィー、英語：Epigraphy, 希：επιγραφή / 原義：書き残されたもの) とは、欧米諸国における金石学であり、石や金属などの耐久性のあるものに刻まれたもの（文字による銘文を含む）や鋳型についてその造られた意味あいや由来を解明する研究若しくは学問分野の呼称である。後述するように文字記録の解読が中心となるため、文字どおり一般的には碑文学、碑文研究と呼んでも差し支えないが、一方で、日本や中国の金石文や金石学は、Epigraphyとしか訳しようがなく、碑文研究という一般語はあっても碑文学という言葉は通常使用しないので、本稿でも便宜上金石学と呼ぶ。なお紙などにインクで書かれた手書き文書は古文書学に分類され、碑文学、碑文研究の対象には含まれない。
欧米諸国ではこのような分野が独立しており、これを研究する人々を英語ではエピグラファー（epigrapher）ないしエピグラフィスト（epigraphist）と呼ぶ。日本や中国を含む多くの国々では、歴史研究や考古学の研究者がかねていることが多く、特別に研究者の呼称はない。

## 概説
ヨーロッパの金石学は、文字文化を扱う場合に考古学の主要な道具のひとつとなる。アメリカの図書館分類では、歴史の補助学問として分類されている。金石学は、贋物を見破るのにも活躍する。刻まれた文字自体は、金石学の主要な研究対象であるが、銘文の中身とわけて考える。銘文の本文（テキスト）については、テキストそのもので研究される。石に刻まれた銘文（テキスト）は、たいていは、公式見解だったりベヒストゥーン碑文のように神からの視角で刻まれている。それぞれの文化ごとに本質的に異なっている。刻まれた銘文（テキスト）で公にされないものもある。ミュケナイ文化の線文字Bは、経済的政治的な記録を保持するために使われたことが解読によって明らかになった。非公式な記録としては、落書き（graffiti）のような独自の感覚で書かれたものもある。

## ヨーロッパの金石学の略史
ヨーロッパの金石学は、16世紀から徐々に発展してきた。金石学の原則は文化によって異なっている。ヨーロッパでの金石学は、当初ラテン文字で刻まれた銘文の研究に集中した。ゲオルグ・ファブリシウス (Georg Fabricius/1516–1571)、アウグスト・ヴィルヘルム・ツンプト (August Wilhelm Zumpt/1815–1877)、テオドール・モムゼン(Theodor Mommsen/1817–1903)、エミール・ヒューブナー(Emil Hübner/1834–1901)、フランツ・キュモン(Franz Cumont/1868–1947)、ルイス・ロバート(Louis Robert/1904–1985)などの金石学者による個人的な業績によって成り立ってきた。モムゼンと他の研究者グループによってはじめられた「ラテン金石文全集」(Corpus Inscriptionum Latinarum)は、ベルリンにて1863年から戦争による中断はあったものの公刊され続けている。これは、ラテン文字による金石文の最大にしてもっとも手広く集成を行なったものであり、碑文の読解がされつづけるのに従って新しい分冊が出版されている。この全集は、地域ごとに集成が行なわれ、ローマ地域の碑文は第6巻に収められている。第6巻にはもっとも多くの碑文が収録され、最近では2000年に第6巻第8部第3分冊が刊行された。金石学の研究者は、しばしばラテン語の新しい碑文が発見されるたびにこの続巻が出版されることを期待している。たとえていうなら生物学者の動物学上の記録ではないが、まさに生の歴史資料だからである。
ギリシャ語の金石学については、モムゼンたちとは異なるグループの研究者たちの手によって別個の集成としてまとめられている。ひとつは、「ギリシャ金石文全集」（Corpus Inscriptionum Graecarum）といい、ベルリンにて4巻組みで1825年～77年にかけて公刊された。このシリーズの特色は、ギリシャ語を使っていた世界全体の碑文を包括的に集成しようとした最初の試みにある。研究しなれた学生しか使いこなせないので敬遠されている。
もうひとつは、最近の全集である「ギリシャ金石文」（Inscriptiones Graecae）であり、各分野ごとに分けてかつ地域的に分類しているものである。カテゴリーとしては、信条、目録、顕彰、墓碑銘など多様である。古典学での国際的中立性を保つため、本文はすべてラテン語で書かれている。ほかに金石学の主な碑文集成としては、「エトルリア金石文集成」（Corpus Inscriptionum Etruscarum）、「十字軍金石文集成」（Corpus Inscriptionum Crucesignatorum Terrae Sanctae）、「ケルト金石文集成」（Corpus Inscriptionum Insularum Celticarum）、「イラン金石文集成」（Corpus Inscriptionum Iranicarum）などが挙げられる。
マヤ文字研究の進展にともない、マヤ諸遺跡の碑文集成がハーバード大学のイアン・グラハム(Ian Graham)が編纂の中心になって「マヤ神聖文字碑文集成」（Corpus of Maya Hieroglyphic Inscriptions）と銘打って1975年より公刊されるようになった。主な遺跡のものとしては、ナランホ（2巻）（1975～1980年）、ヤシュチラン（3巻）（1977～82年）、ウシュマル（4巻第2部、第3部）（1992年）、シュルトウン（第5巻第1部、第2部）（1978年,1984年）、トニナー（6巻）（1983～1999年）、
セイバル（第7巻第1部）（1996年）、ピエドラス・ネグラス（第9巻第1部）（2003年）が挙げられる。